# 异丁酸丁酯
异丁酸丁酯（英語：butyl isobutyrate）是一种有机化合物，化学式C8H16O2，可见于石香薷、芒果树等物种。它可由甲基丙烯酸丁酯的催化氢化制得。